# Фарманов, Хайитмурод
Хайитмурод Фарманов — советский хозяйственный, государственный и политический деятель.

## Биография
Родился в 1933 году в Кашкадарьинской области. Член КПСС
С 1950 года — на хозяйственной, общественной и политической работе. В 1950—1993 гг. — крестьянин, агроном, организатор сельскохозяйственного производства в Кашкадарьинской области, директор совхоза «Кашкадарья» Ульяновского района Кашкадарьинской области, директор совхоза-техникума имени Усмана Юсупова Нишанского района Кашкадарьинской области, первый секретарь Нишанского райкома КП Узбекистана.
Избирался депутатом Верховного Совета Узбекской ССР 12-го созыва.
Жил в Узбекистане.

## Награды и звания
- орден Ленина (26.02.1981)
- орден Трудового Красного Знамени (10.12.1973; 25.12.1976)